# 真・女神転生 デビルチルドレン 黒の書・赤の書
『真・女神転生 デビルチルドレン 黒の書・赤の書』（しん・めがみてんせい デビルチルドレン くろのしょ・あかのしょ）は、2000年11月17日に2本同時にアトラスより発売されたゲームボーイ / ゲームボーイカラー用ゲームソフト。

## 概要
ゲームボーイ版の『黒の書』と『赤の書』を1本のソフトに統合した『真・女神転生 デビルチルドレン 黒の書・赤の書』が2002年3月28日にプレイステーション用ソフトとして発売され、イベントシーンにアニメ版と同じ声優を起用したり、全270体以上の新しいデビルが追加されたりしている。PS版に登場するデビルは7つの属性（火、金、木、土、水、日、月）や9つの種族（カミ、アクマ、テンシ、オニ、レイ、リュウ、ヨウマ、ミュート、ボス）に分かれており、互いの強弱関係や有利に戦うための奥深さがある。

## ストーリー
2000年7月。世界的な経済不況に加え、地球は原因不明の大気物質に覆われ異常気象に見舞われていた。セツナ、ミライの住むハラジュクも7月だというのに雪が降り積もっていた。
そんなある日、セツナの元に差出人不明の小包が届く。中身はポケットパソコン「ヴィネコン」と、不思議な形の銃「デビライザー」、そして虹色に輝く不思議な角だった。その時、小包の中身を奪おうとデビル達が出現。しかし小包は不思議な力で護られており、デビル達は手を出せないでいた。小包強奪に失敗したデビル達はセツナの弟ナガヒサを連れ去り、セツナを暗殺しようと企む。不思議な声が聞こえたセツナは、その声に導かれるままデビライザーのトリガーを引く。召喚されたのは、ケルベロスのクール。クールの力でデビル達を撃退したセツナは、連れ去られたナガヒサを救うために魔界へと旅立つ。
セツナの旅立ちの翌日。学校帰りのミライは、ユーキという少年から赤い箱を渡される。中身はポケットパソコン「ヴィネコン」と、不思議な形の銃「デビライザー」だった。そこへ謎のデビル・ソウタが襲いかかり、ミライの持っていた母親の形見の虹色の宝石が奪われてしまう。ソウタから母親の形見を取り戻す為、デビライザーのトリガーを引くミライ。召喚されたのは、グリフォンのベール。ベールの力でソウタを撃退し、何とか宝石を取り戻す。そしてミライは、行方不明の父親を探す為に魔界へと旅立つ。

## 登場人物

### 主要人物
セツナ / 甲斐 刹那（カイ セツナ / デフォルト名 / 変更可）
声 - 森久保祥太郎
本作の『黒の書』の主人公。原宿小学校の生徒。物事を深く考えず、面白そうか否かのみで行動を判断する癖があり、何かと後悔することが多い。何でもクールでスマートにキメるカッコつけたがりだが、恋愛方面が苦手でかなり純情。デビルにさらわれた弟のナガヒサを捜すため、デビルチルドレンとして魔界へと旅立つ。
クール（デフォルト名 / 変更可）
声 - 井上喜久子
魔界と人間界をつなぐゲートを守るケルベロス。セツナのパートナーであり、イヌ扱いされることを嫌う。
ミライ / 要 未来（カナメ ミライ / デフォルト名 / 変更可）
声 - ゆかな
本作の『赤の書』の主人公。普段は真面目でおしとやか。勉強も出来て、スポーツ万能で優等生だが、計算高く怒ると口より先に足が出るタイプ。ユータ（声 - 亀井芳子）という少年に好意を持っていたが、彼の正体が幽霊だったことにショックを受けている。行方不明の父親が魔界にいると知り、父親に会うためデビルチルドレンとして魔界へと旅立つ。セツナとは同じクラス。
ベール（デフォルト名 / 変更可）
声 - 大沢千秋
魔界でも珍しいピンク色のグリフォン。ミライのパートナーであり、プライドが高く何事も仕切りたがる。
ゼット / タカジョー・ゼット
声 - くまいもとこ
魔界でセツナたちの行く先々に出現する謎の少年。魔界にくわしく、『黒の書』『赤の書』それぞれ行く先々で案内役として2人にアドバイスする。実はバール三兄弟の長男で、強力な魔力を備えた魔王・ゼブルの仮の姿である。

### 魔界関係者
アバドン
『黒の書』のみに登場。魔界将軍の肩書きを持つイナゴのデビルで、クールに怪我を負わせた。
フェンリル
『黒の書』のみに登場。オオカミのデビル。ガルムを手下に持ち、クールの弟・オルトロスを封印した。
パイモン
『赤の書』のみに登場。魔界将軍の肩書きを持つ女デビル。ミライを妨害するため、ベールに怪我を負わせた。
フレスベルグ
『赤の書』のみに登場。オオワシのデビル。ラタトスクのソウタ（声 - 津村まこと）を手下に持ち、ベールの妹・ヒポグリフを封印した。
ルシファー
声 - 置鮎龍太郎
魔界を統治する大魔王で、その正体は主人公の実父である。『黒の書』ではセツナの父、『赤の書』ではミライの父となっている。
アゼル
声 - 木内秀信
ルシファーに成り変わって魔界を統治していたデビルであり、エレジーの父。

### デビル達
ヘル
アイスランドの支配者。威張り屋でアイスランドの住人からは嫌われている。『黒の書』ではアゼルの命令によりセツナを牢屋に入れるが、ダイアナの手によってセツナが脱獄。『赤の書』ではセツナを捕らえるためミライに協力を求めた。
ダイアナ
アイスランドに居るデビル。体型はプチフロストに近いが、服装は違う。悪いデビルから金目の物を盗むゴールデン盗賊団の一員で、ヘルもその標的。仲間であるイエティのダストがいる。
ジャックフロスト
声 - 氷上恭子
アイスランドに居るデビル。
ビビサナ
自分の知恵を持って争いを治めようとするラセツ族の王。ビビサナに会うとエレジーと話している所が見られる。
ヴリトラ
シュラ族の王。強さこそが全てと考えている。
インドラ
デーバ族の王。自分に必要な物は自分自身で取らなければならないと考えている。
オルトロス
クールの弟。フェンリルによってサンドランドの墓に封印されていた。
ヒポグリフ
ベールの妹。フレスベルグによってサンドランドの墓に封印されていた。
イシス
サンドランドの女王。主人公達に魔界の言い伝えを教える。その後、デビルチルドレンにスフィンクスを預ける。
ベリアル
フォレストランドの支配者。性格は卑屈で、利用した者を倒そうとするが、逆に倒すと頭を下げる。エレジーの命により「金のパイ」を作るよう言われて、作れなかったら解任させられる。「金のリンゴパイ」の材料を採集するためにミライに頼んでいる。『黒の書』では「金のリンゴパイ」が何者かに盗られて取り乱してしまう。
ダハーカ
「まやかしの森」の主。『赤の書』では、「金のリンゴパイ」の材料の1つ「金のタマゴ」を持つ。
ニーズホッグ
「しつげんの森」の主。『赤の書』では、「金のリンゴパイ」の材料の1つ「金のリンゴ」を持つ。
クロークルワッハ
「ようじゅうの森」の主。『赤の書』では、「金のリンゴパイ」の材料の1つ「金のバター」を持つ。
マモン
声 - 石田彰
ファイアーランドの支配者で、関西弁で喋る。幼少の時のセツナとミライを知っている。セントラルランドに行くためのメシアのツノ/メシアのヒトミを持つが、10万マッカを要求する。

### 天使達
ウリエル
声 - 岩崎征実
『黒の書』に登場する天使。鎧を装着して翼が生えている。性格はいわゆる熱血漢。
ラファエル
『赤の書』に登場する天使。白衣を着て眼鏡を掛けている。
ミカエル
天使達の長。GB版では仲間に加入する時のみ喋るが、PS版では自身がハルマゲドン発動の理由を述べる。

### その他の人物
ベリト
バール三兄弟の次男。赤い馬に乗る剣の達人。ゲームにのみ登場。『黒の書』・『赤の書』だけでなく、『白の書』にも登場した。
フェゴール
バール三兄弟の三男。黒いおまるに乗ったデビル。
ホシガミ
声 - 高村綾子
本作の最終ボス。天界・魔界・人間界を創った創造神で、子供のような口調で喋る。上半身が巨大なドレス姿の女性で、下半身が頭の周辺に一対の翼を浮かべた幼い少女の入った巨大な水晶玉という姿をしている。本作ではアゼル撃破後に登場し、選択肢次第では戦闘することも可能。デモシーンから本体が球体内部の少女部分であることが分かる。
謎の女性
サンドランドの墓で出会う女性で、その正体は主人公の実母である。ソフトによって外見や設定が異なり、『黒の書』ではセツナの母で銀髪の女性。『赤の書』ではミライの母で赤髪の女性。
ナガヒサ / 甲斐 永久（カイ ナガヒサ）
声 - 竹内順子
セツナの弟。デビルに魔界へと連れ去られ行方不明になるが、後に天使達によってデビルチルドレンと対の存在であるエンゼルチルドレンに選ばれ、兄と対立し「粛清」と称した破壊活動を行う。
エレジー
声 - 津村まこと
大魔王アゼルの娘だが、父親のことを嫌っている。プライドが高く、他人を顧みない性格をしている。

## 舞台

### 地上界
原宿
セツナとミライが住んでいる町。原因不明の異常気象が起こっている。

### 魔界
アイスランド
雪が降る白い世界。町の住民はジャックフロスト、プチフロスト、イチゴフロストなどのフロスト系デビルで占められている。支配者はヘル。
マーブルランド
岩山が多い世界。デーバ族、シュラ族、ラセツ族による3つの部族が覇権を争っているため支配者がいない。
サンドランド
砂漠に囲まれた世界。支配者はイシス。
フォレストランド
自然豊かな世界。3つ森がありそれぞれの主が存在する。支配者はベリアル。
ファイアーランド
灼熱の世界。この世界に住むデビル達は堕落しており、天使達の攻め込む原因になっている。支配者はマモン。
セントラルランド
大魔王が住む世界。地上で言う都会的な世界。

### その他の世界
ディープホール
悪事を働いたデビルが落ちる世界。強いデビルが多数存在する。
サンクチュアリ
ライトパレスが存在する世界。ライトパレスにはオルゴールルームと呼ばれる物語の鍵を握る部屋がある。

## 用語
デビライザー
人間界で手に入れたデビルを呼び出す銃で、正式名称は「デビルライザーガン」の略称。敵デビルとの戦闘中にトリガーを引くことで、仲魔を召喚（コール）することができる。欠点はキングクラスのデビルを呼び出すことができないこと。アニメに登場したものは形状が『ソウルハッカーズ』のGUMPに近いものとなっていた。
キングライザー
キングクラスのデビルも呼び出すことが出来る。デビライザーと違いキングライザーは仲魔を入れる数が少ないが、ダブルチェンバーを入手したらこれを解決できる。
ヴィネコン
小型パソコンで、仲魔のステータスを見たり、現在連れている仲魔の並べ替えと別れをすることができる。また、デビダスと呼ばれる図鑑があるが、仲魔にしないと出会ったデビルの詳細が見られない。また、途中で得られるデビホンを接続することで、仲魔を管理するヴィネセンターにアクセスすることや、登録された相手と電話をすることができ、電話の内容によってシナリオが進むことがある。
メシアのヒトミ、メシアのツノ
ノルンのカギを作る必要なアイテム。世界を行き来する道具にもなり、数は7つある。
ノルンのカギ
メシアのヒトミとツノを合体させて作った物。世界を救う鍵になっており、数は7つある。

## スタッフ
- プロデューサー - 岡田耕始
- ディレクター - 柴田達二郎
- プランナー - ほんだなおひろ、石岡信寛、ふくちけん
- プランニングサポート - まつおかくにお、いわさきまーちゃん、すみあきひろ
- シナリオ - 志羽貴司
- キャラクターデザイン - 前田和香
- デビルデザイン - 前田和香、岩永悦宜
- プログラム - 穴澤健史、つまがりたつよし
- デビルグラフィック - こばやしりょうへい
- キャラクターグラフィック - 後藤華、Tみか
- イベントグラフィック - 高橋伸明
- バトルエフェクト - ほりきN
- マップグラフィック - きたむらみわ、いとうちはる、板倉耕一、よこやまS
- サウンド - T's Music（濱田智之、藤木学）
- グラフィックスーパーバイザー - 金子一馬

PS版
- プロデューサー - 岡田耕始
- ディレクター - 中村陽子
- ビジュアル監修 - 五十嵐達也
- キャラクターデザイン・デビルデザイン - 前田和香
- チーフプログラマー - 陳奇明
- プログラマー - 小島幸治、菅原隆、鈴木俊介
- チーフグラフィッカー - 上本昌隆
- グラフィッカー - 浅沼孝英、石井紀子、石川奈都恵、石原聖峰、河井文生、釣崎力、中川内由浩、中村純子、蓮尾公裕、林茂樹、渡辺保道
- キャラクター制作 - 宮島英和、水嶋佳隆、山本浩史、吉武真
- サウンド - 濱田智之、藤木学
- 音響監督 - 藤山房伸